# Hansenochrus
Genre
Hansenochrus est un genre de schizomides de la famille des Hubbardiidae.

## Distribution
Les espèces de ce genre se rencontrent dans le Nord de l'Amérique du Sud, en Amérique centrale et aux Antilles.

## Liste des espèces
Selon Schizomids of the World (version 1.0) :
- Hansenochrus acrocaudatus (Rowland & Reddell, 1979)
- Hansenochrus centralis (Gertsch, 1941)
- Hansenochrus dispar (Hansen, 1905)
- Hansenochrus drakos (Rowland & Reddell, 1979)
- Hansenochrus flavescens (Hansen, 1905)
- Hansenochrus gladiator (Remy, 1961)
- Hansenochrus guyanensis Cokendolpher & Reddell, 2000
- Hansenochrus humbertoi Armas & Víquez, 2010
- Hansenochrus mumai (Rowland & Reddell, 1979)
- Hansenochrus selva Armas, 2009
- Hansenochrus simonis (Hansen, 1905)
- Hansenochrus surinamensis (Remy, 1961)
- Hansenochrus tobago (Rowland & Reddell, 1979)
- Hansenochrus trinidanus (Rowland & Reddell, 1979)
- Hansenochrus urbanii Villarreal & Teruel, 2006
- Hansenochrus vanderdrifti (Remy, 1961)
- Hansenochrus yolandae (González-Sponga, 1997)

## Publication originale
- Reddell & Cokendolpher, 1995 : Catalogue, bibliography and generic revision of the order Schizomida (Arachnida). Texas Memorial Museum Speleological Monographs, n. 4, p. 1-170 (texte intégral).